# Greg Ostertag
Greg Ostertag, né le 6 mars 1973 à Dallas au Texas, est un joueur américain de basket-ball évoluant au poste de pivot. Il effectue l'essentiel de sa carrière avec le Jazz de l'Utah.

## Biographie

### Carrière sportive
Après avoir effectué son lycée au Duncanville High School, il rejoint l'équipe des Jayhawks du Kansas de l'université du Kansas. Il passe quatre ans dans cette université, jouant 137 matchs et présentant des statistiques de 7,1 points, 5,6 rebonds, 0,3 passe et 1,9 contre. Durant cette période, les Jayhawks disputent un Final Four du Championnat NCAA (National Collegiate Athletic Association), en 1993, s'inclinant en demi-finale face aux Tar Heels de Caroline du Nord.
Il est ensuite choisi en 28e position lors du premier tour de la draft 1995 par le Jazz de l'Utah. Après une première saison où il évolue en complément de Felton Spencer, le pivot titulaire. Il devient le titulaire du poste dès la saison suivante, faisant progresser son temps de jeu de 11 minutes 6 à 23 minutes 5, ses statistiques passant dans le même temps de 3,6 points, 3,1 rebonds, 1,1 contre à 7,3 points, 7,3 rebonds et 2,0 contres. Lors de cette saison 1996-1997, le Jazz, dont les deux joueurs majeurs sont John Stockton et Karl Malone, dispute les Finales NBA, s'inclinant sur le score de quatre à deux face aux Bulls de Chicago de Michael Jordan. Lors de cette finale, sa meilleure performance statistique a lieu lors du cinquième match où il inscrit 13 points, capte 15 rebonds et réussit 3 contres.
La saison suivante voit de nouveau la franchise de l'Utah atteindre les Finales NBA où elle affronte le même adversaire. durant celle-ci, qui se termine de nouveau sur le résultat de quatre à deux en faveur des Bulls, il ne dispute que les cinq premières rencontres : il dispute dix minutes ou plus à deux reprises, lors du premier - 2 points et 3 rebonds - et du troisième match - 9 rebonds et 2 points. Ses statistiques en saison régulière sont de 4,7 points, 5,9 rebonds, 2,1 contres en 20 minutes 4.
Il dispute encore six saisons avec le Jazz puis, en juillet 2004, il signe en tant que agent libre (ou free agent) avec la franchise des Kings de Sacramento. Lors de cette saison 2004-2005, son temps de jeu est limité à 9 minutes 9 pour des statistiques de 1,6 point, 3 rebonds et 0,7 contre. La saison suivante, il retrouve la franchise de l'Utah après un transfert, en août 2005, impliquant cinq équipes et treize joueurs. Il dispute 60 matchs de saison régulière, dont 22 dans le cinq majeur, et obtient des statistiques de 2,4 points, 3,8 rebonds, 1,1 contre.
Il met un terme à sa carrière à l'issue de cette saison. Au total, il dispute 756 rencontres de saison régulière, avec des moyennes de 4,6 points, 5,5 rebonds, 1,7 contre en 13 minutes 5 soit des totaux de 3 512 points, 4 145 rebonds, 443 passes et 1 293 contres. Il dispute les playoffs (ou série éliminatoire) lors de neuf des onze saisons où il évolue en NBA, disputant 89 rencontres, inscrivant 4,2 points, captant 5,4 rebonds en 19 minutes 9. Il a la particularité d'avoir connu que des équipes qui ont un bilan au-delà des 50 % de victoires. Il termine à deux reprises dans le Top 10 des meilleurs contreurs, cinquième avec une moyenne de 2,7 contres en 1998-1999 et neuvième l'année suivante avec 2,1. Après la saison 2010-2011, il est encore le sixième joueur de l'histoire du Jazz avec 700 matchs joués avec cette franchise. Avec 1 253 contres, il est le quatrième contreur de l'histoire du Jazz, derrière Mark Eaton, Andreï Kirilenko et Rudy Gobert et le quatrième rebondeur avec 3 978 rebonds, derrière Karl Malone, Mark Eaton et John Stockton.

### Vie personnelle
Aujourd'hui, il vit en Arizona avec sa femme et ses trois enfants. Il a une sœur, Amy de trois ans sa cadette. Celle-ci, qui souffre de diabète depuis l'âge de six ans, a besoin en 2002 d'une transplantation, ses reins ayant cessé de fonctionner en raison de sa maladie. Ostertag, comme seul frère de celle-ci, est le meilleur candidat à un don, ce qu'il fait en juin. Bien qu'il soit le premier joueur NBA à donner un rein durant sa carrière, il n'est pas le seul premier joueur à avoir évolué dans la ligue avec un seul rein : Malik Rose a eu un rein retiré lorsqu'il était bébé, et Pete Chilcutt est né avec un seul rein. Sean Elliott a lui disputé 87 matchs après avoir reçu un rein de son frère. Greg Ostertag milite depuis pour la Kidney Foundation et le don d'organe.

## Pour approfondir
- Liste des joueurs de NBA avec 10 contres et plus sur un match.